# Martin Hübscher

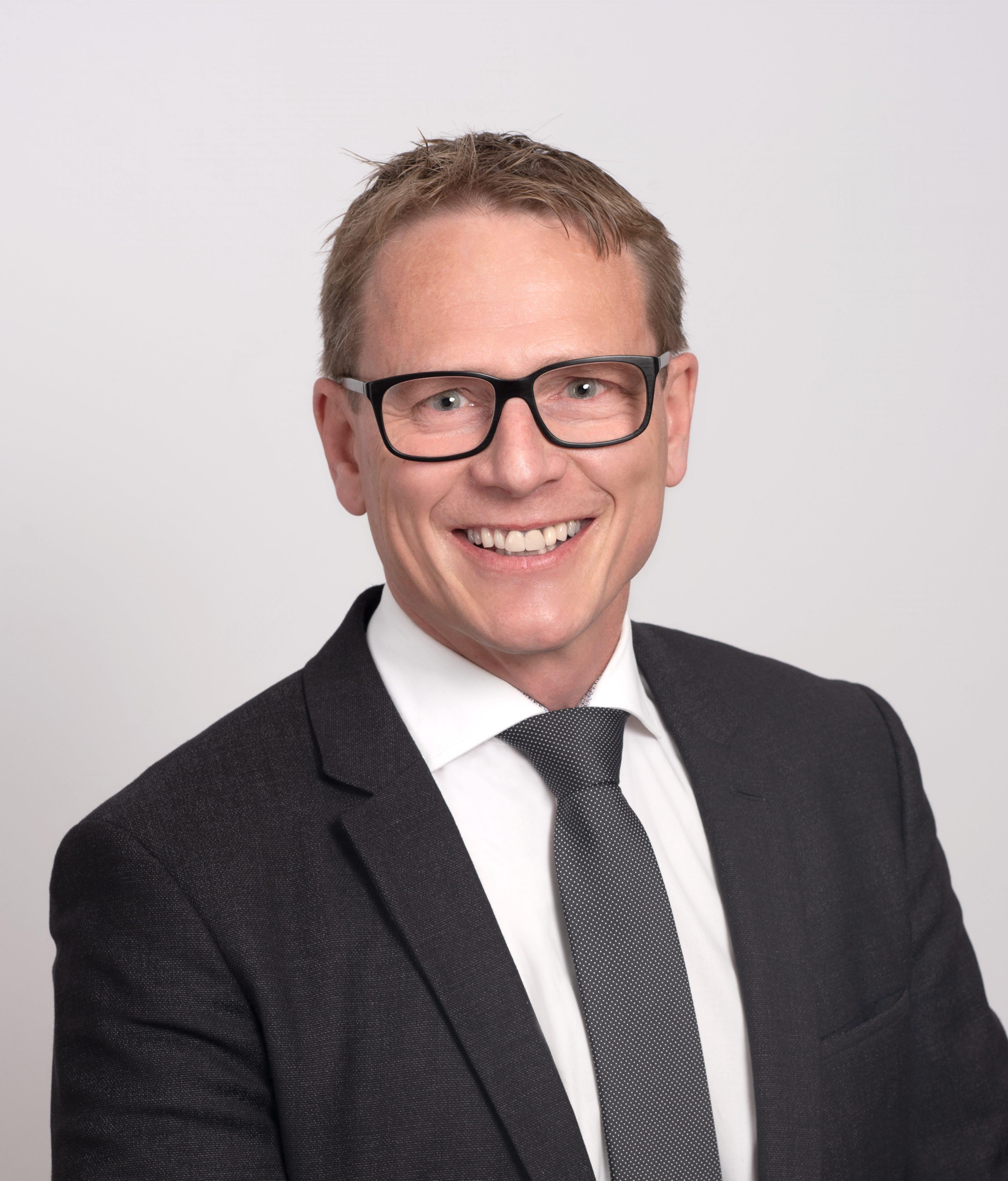
Martin Hübscher

Martin Hübscher (* 15. März 1969 in Winterthur; heimatberechtigt in Wattenwil) ist ein Schweizer Politiker (SVP) und seit 2023 Nationalrat.

## Leben und Beruf
Martin Hübscher ist Landwirt und führt einen Familienbetrieb im Weiler Liebensberg in der Ortschaft Bertschikon der Gemeinde Wiesendangen. Er ist verheiratet und hat zwei Kinder. Von 1989 bis 1992 studierte er an der Hochschule für Agrar-, Forst- und Lebensmittelwissenschaften Ing. Agr. FH.
Hübscher sitzt im Ausschuss des Zürcher Bauernverbandes und ist seit 2019 Präsident des Verwaltungsrates der Genossenschaft Mooh.

## Politik
Im Jahr 2015 wurde der Landwirt im Wahlkreis XV Winterthur Land in den Kantonsrat gewählt. Ab 2018 war er Fraktionspräsident der SVP-Fraktion im Kantonsrat. Bei den Wahlen 2019 wurde er als bester seines Wahlkreises wiedergewählt. Bei den Wahlen 2023 wurde er in den Nationalrat gewählt, daraufhin trat er aus dem Kantonsrat zurück. Im Nationalrat gehört er der Kommission für Wirtschaft und Abgaben an.

## Positionen
Hübscher gehört u. a. der sogenannten Pestizid-Lobby an, welche das Gewässerschutzgesetz lockern will.